# Paul Maenz
Pour les articles homonymes, voir Maenz.
Paul Maenz, né le 7 décembre 1939 à Gelsenkirchen (Allemagne), est un galeriste allemand, collectionneur d'art et publiciste dans le domaine de l'art moderne.

## Galeriste
En 1971, Paul Maenz fonde une galerie avec le musicologue Gerd de Vries dans une arrière-cour de Cologne, Lindenstrasse 32, et y expose des œuvres de l'artiste Hans Haacke puis d'autres de Joseph Kosuth. Il présente ensuite d'autres jeunes artistes minimalistes et conceptuels qui sont désormais représentés dans tous les grands musées d'art moderne. En 1973, il ouvre une deuxième galerie avenue Louise à Bruxelles, mais celle-ci connaît moins de succès et est fermée l'année suivante. Maenz devient rapidement l'un des galeristes les plus respectés et les plus engagés. Après avoir déménagé dans des salles plus représentatives situées Bismarckstrasse 50 — un loft arrière construit par l'architecte Thiess Marwede —, Maenz présente l'artiste Daniel Buren, les artistes de la « Mülheimer Freiheit » et de la « Trans-avant-garde » italienne. Il travaille avec des galeries de premier plan telles que Gian Enzo Sperone à Turin, Ileana Sonnabend à Paris, Leo Castelli, Mary Boone et Marian Goodman à New York, Ascan Crone à Hambourg et Reinhard Onnasch à Berlin.
En 1990, Maenz met fin de manière inattendue à ses activités d'exposition. Il est considéré comme l'un des galeristes internationaux les plus prospères des années 1970 et 1980.

## Collectionneur d'art
En 1993, Maenz convient avec Klassik Stiftung Weimar (de) de donner une partie de sa collection en prêt permanent au futur Neues Museum de Weimar, qui finalement ouvre en 1999. Une autre partie de sa collection est achetée par le musée, et d'autres œuvres peuvent être obtenues pour le musée grâce aux connexions du collectionneur d'art, y compris les installations de Sol LeWitt dans le foyer, le concept d'escalier de Daniel Buren et une œuvre de Robert Barry dans le café du musée.
Son ancien partenaire Gert de Vries laisse sa bibliothèque d'art au Neues Museum.

## Littérature
- Eine Avantgarde Galerie und die Kunst unserer Zeit. Paul Maenz Köln – 1970–1980–1990, Ostfildern : DuMont, 1991  (ISBN 978-3-7701-2735-1)